# Adolf Meyer (Jurist)

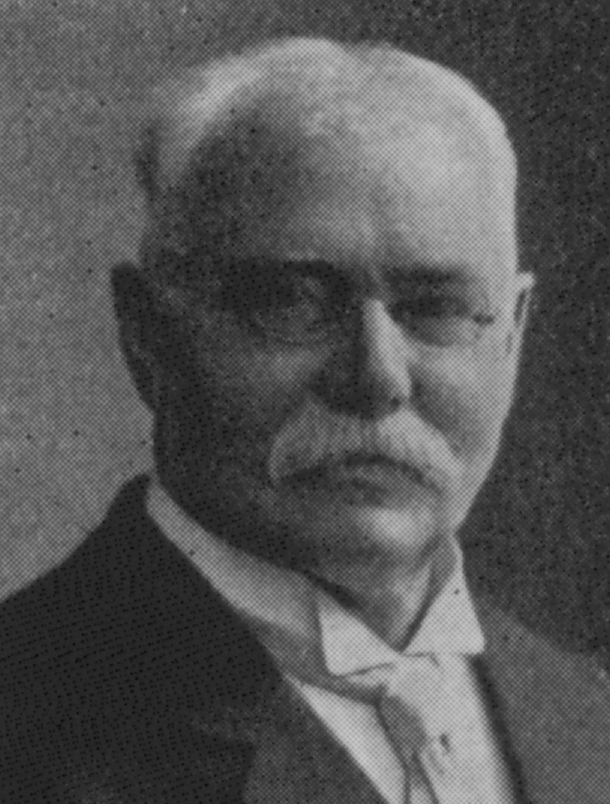
Adolf Meyer

Adolf Meyer (auch: Meyer-Rabingen) (* 10. April 1853 in Haus Rabingen bei Melle; † 1936) war ein deutscher Jurist und Richter.

## Leben
Nach seinem Jurastudium war Meyer 1881 zunächst Gerichtsassessor, bevor er 1884 Amtsrichter in Lilienthal wurde. 1885 wechselte er zunächst nach Rotenburg, 1895 dann nach Lüneburg, wo er ein Jahr später zum Landgerichtsrat ernannt wurde. Von 1900 bis 1921 war Meyer dann Landgerichtsdirektor in Hannover. In dieser Zeit war er nebenamtlich Syndikus der TH Hannover. 1911 wurde er zum Geheimen Gerichtsrat ernannt. Meyer lebte seit 1923 in Melle. 